# Hontianske Nemce
Hontianske Nemce – wieś (obec) na Słowacji położona w kraju bańskobystrzyckim, w powiecie Krupina. Pierwsze wzmianki o miejscowości pochodzą z roku 1256.
Według danych z dnia 31 grudnia 2012, wieś zamieszkiwały 1522 osoby, w tym 760 kobiet i 762 mężczyzn.
W 2001 roku rozkład populacji względem narodowości i przynależności etnicznej wyglądał następująco:
- Słowacy – 98,39%
- Czesi – 0,2%
- Romowie – 1,2%

Ze względu na wyznawaną religię struktura mieszkańców kształtowała się w 2001 roku następująco:
- Katolicy rzymscy – 91,3%
- Grekokatolicy – 0,07%
- Ewangelicy – 4,82%
- Prawosławni – 0,07%
- Ateiści – 3,21%
- Nie podano – 0,47%